# Meprylcaine
Meprylcaine (còn được gọi là Epirocaine và Oracaine) là một loại thuốc gây tê cục bộ với đặc tính kích thích có cấu trúc liên quan đến dimethocaine.
Meprylcaine có tác dụng ức chế tương đối mạnh đối với chất vận chuyển monoamin và ức chế tái hấp thu dopamine, norepinephrine và serotonin.